# 源氏物語年紀考
『源氏物語年紀考』（げんじものがたりねんきこう）は、本居宣長による『源氏物語』の年立について考察した注釈書である。

## 概要
本書は『源氏物語』の注釈付き版本である『源氏物語湖月抄』の第一冊である「首巻」に付載されている一条兼良作「源氏物語諸巻年立」の部分に自説を書き入む作業を通じて成立したものである。源氏物語の本文に基づいて作品中の光源氏と薫の年齢を整理したもので、それまでの旧説の全面改定となったため、これ以前の一条兼良による年立を「旧年立」と呼ぶのに対して本書以降の年立を「新年立」と呼ぶ。形式から見たときには源氏物語の年立について考察したこれ以前の様々な文書と比べたとき、文章で書かれた箇条書きの部分だけでなく「改め正したる年立の図」と称する表形式の部分を含むことを大きな特色としている。
本書は内題に「源氏物語年紀考、清蕣庵宣長撰」とあり、本居宣長の現在明らかな「清原」姓使用の下限は1763年（宝暦13年）12月12日書写の『実隆公百首、道堅尭空名所百首、後柏原院実隆公御百首、実隆公四文字題百首』であること、また『紫文要領』には「雑々の事」において年立のこととして「『年紀考』を見よ」といった記述が見られることなどから『紫文要領』の少し前、1763年（宝暦13年）ころの成立と見られている。本書はその後さらに考察と改訂を加えられ、『源氏物語玉の小櫛』の第3巻「改め正したる年立の図」となった。

## 本文
- 本居豊穎校訂『本居全集　第5』片野東四郎、1902年
- 本居豊穎校訂本居清造再校『増補　本居全集　第7』吉川弘文館、1927年
- 大久保正・大野晋編集校訂『本居宣長全集 第4巻』筑摩書房、1969年 ISBN 4-480-74004-X
- 秋山虔監修『批評集成・源氏物語　第1巻　近世前期篇』ゆまに書房、1999年5月 ISBN 4-89714-631-3